# Sistemática dos anfíbios
A seguinte sistemática dos anfíbios é um dos muitos modelos de classificação existentes para as cerca de seis mil espécies existentes neste grupo. Esta página apresenta uma classificação até ao nível da família. Detalhes sobre grupos taxonómicos inferiores à família serão dados nos respectivos artigos mais específicos.
A referência principal para a taxonomia e sistemática aqui apresentado advém do sítio da internet Integrated Taxonomic Information System (ITIS) e da base de dados online Amphibian Species of the World, de 2004. Algumas novas propostas de classificação, com base nas relações filogenéticas, têm também surgido.
Nota: outras Wikipédia (exs.: a de língua inglesa e neerlandesa) baseiam em outras classificações, nomeadamente a que é providenciada pelo sítio da internet Amphibiaweb.org, pelo que diferenças na nomenclatura e classificação poderão existir. Para mais pormenores, ver as ligações externas.

## ClasseAmphibia, Gray, 1825

### OrdemGymnophionaMüller, 1832
- Família Caeciliidae Rafinesque, 1814
  - Subfamília Caeciliinae Rafinesque, 1814 (21 géneros)
  - Subfamília Typhlonectinae Taylor, 1968 (5 géneros)
- Família Ichthyophiidae Taylor, 1968 (2 géneros)
- Família Rhinatremadidae Nussbaum, 1977 (2 géneros)
- Família Scolecomorphidae Taylor, 1969 (2 géneros)
- Família Uraeothyphlidae Nussbaum, 1979 (1 género)

### OrdemCaudataFischer von Waldheim, 1813
- Superfamília Cryptobranchoidea
  - Família Cryptobranchidae Fitzinger, 1826 (2 géneros)
  - Família Hynobiidae Cope, 1859 (7 géneros)

- Superfamília Sirenoidea
  - Família Sirenidae Gray, 1825 (2 géneros)

- Superfamília Salamandroidea
  - Família Ambystomatidae Gray, 1850 (1 género)
  - Família Amphiumidae Gray, 1825 (1 género)
  - Família Dicamptodontidae Tihen, 1958 (1 género)
  - Família Plethodontidae Gray, 1850
    - Subfamília Desmognathinae Gray, 1850 (2 géneros)
    - Subfamília Plethodontinae Gray, 1850 (26 géneros)

  - Família Proteidae Gray, 1825 (2 géneros)
  - Família Rhyacotritonidae Tihen, 1958 (1 género)
  - Família Salamandridae Goldfuss, 1820 (~16 géneros)

### OrdemAnuraFischer von Waldheim, 1813
- Subordem Archaeobatrachia – Urtümliche Froschlurche
  -     - Família Ascaphidae Fejérváry, 1923 (1 género)
    - Família Leiopelmatidae Mivart, 1869 (1 género)

  - Superfamília Discoglossoidea – Scheibenzüngler i.w.S.
    - Família Bombinatoridae Gray, 1825 (2 géneros)
    - Família Discoglossidae Günther, 1858 (2 géneros)

- Subordem Mesobatrachia
  - Superfamília Pipoidea – Zungenlose
    - Família Pipidae Gray, 1825
      - Subfamília Dactylethrinae Hogg, 1839 (4 géneros)
      - Subfamília Pipinae Gray, 1825 (1 género)

  - Superfamília Rhinophrynoidea – Nasenkröten
    - Família Rhinophrynidae Günther, 1859 (1 género)

  - Superfamília Pelobatoidea
    - Família Megophryidae Bonaparte, 1850 (11 géneros)
    - Família Pelodytidae Bonaparte, 1850 (1 género)
    - Família Pelobatidae Bonaparte, 1850 (1 género)
    - Família Scaphiopodidae Cope, 1865 (2 géneros)

- Subordem Neobatrachia
  - Superfamília Hyloidea
    - Família Allophrynidae Goin, Goin & Zug, 1978 (1 género)
    - Família Brachycephalidae Günther, 1858 (1 género)
    - Família Bufonidae Gray, 1825 (35 géneros)
    - Família Centrolenidae Taylor, 1951 (3 géneros)
    - Família Heleophrynidae Noble, 1931 (1 género)
    - Família Hemisotidae Cope, 1867 (1 género)
    - Família Hylidae Rafinesque, 1815
      - Subfamília Hemiphractinae Peters, 1862 (5 géneros)
      - Subfamília Hylinae Rafinesque, 1815 (27 géneros)
      - Subfamília Pelodryadinae Günther, 1858 (3 géneros)
      - Subfamília Phyllomedusinae Günther, 1858 (6 géneros)

    - Família Leptodactylidae Werner, 1896
      - Subfamília Ceratophryinae Tschudi, 1838 (6 géneros)
      - Subfamília Cycloramphinae Bonaparte, 1850 (10 géneros)
      - Subfamília Eleutherodactylinae Lutz, 1954 (12 géneros)
      - Subfamília Leptodactylinae Werner, 1896 (10 géneros)
      - Subfamília Telmatobiinae Fitzinger, 1843 (11 géneros)

    - Família Limnodynastidae Lynch, 1969 (8 géneros)
    - Família Myobatrachidae Schlegel, 1850 (11 géneros)
    - Família Rheobatrachidae Heyer & Liem, 1976 (1 género)
    - Família Rhinodermatidae Bonaparte, 1850 (1 género)

  - Superfamília Ranoidea
    - Família Microhylidae Günther, 1858
      - Subfamília Asterophryinae Günther, 1858 (8 géneros)
      - Subfamília Brevicipitinae Bonaparte, 1850 (5 géneros)
      - Subfamília Cophylinae Cope, 1889 (7 géneros)
      - Subfamília Dyscophinae Boulenger, 1882 (2 géneros)
      - Subfamília Genyophryninae Boulenger, 1890 (11 géneros)
      - Subfamília Melanobatrachinae Noble, 1931 (3 géneros)
      - Subfamília Microhylinae Günther, 1858 (30 géneros)
      - Subfamília Phrynomerinae Noble, 1931 (1 género)
      - Subfamília Scaphiophryninae Laurent, 1946 (2 géneros)

    - Família Arthroleptidae Mivart, 1869 (3 géneros)
    - Família Astylosternidae Noble, 1927 (5 géneros)
    - Família Dendrobatidae Cope, 1865 (9 géneros)
    - Família Hyperoliidae Laurent, 1943
      - Subfamília Hyperoliinae Laurent, 1943 (18 géneros)
      - Subfamília Leptopelinae Laurent, 1972 (1 género)

    - Família Mantellidae Laurent, 1946
      - Subfamília Boophinae Vences & Glaw, 2001 (1 género)
      - Subfamília Laliostominae Vences & Glaw, 2001 (2 géneros)
      - Subfamília Mantellinae Laurent, 1946 (2 géneros)

    - Família Nasikabatrachidae Biju & Bossuyt, 2003 (1 género)
    - Família Petropedetidae Noble, 1931 (13 géneros)
    - Família Ranidae Rafinesque, 1814 (39 géneros)
    - Família Ruderfrösche, Rhacophoridae Hoffman, 1932
      - Subfamília Buergeriinae Channing, 1989 (1 géneros)
      - Subfamília Rhacophorinae Hoffman, 1932 (8 géneros)

    - Família Sooglossidae Noble, 1931 (2 géneros)

## Uma novaÁrvore da Vidafilogenética para os anfíbios
Em Março de 2006, foi efectuada uma completa revisão da classificação dos anfíbios, baseada num trabalho de Frost et al (ver ligação externa: American Museum of Natural History) adoptando uma visão e aproximação cladística e filogenética, baseada em comparações de sequências de ADN. Trata-se de uma classificação com alterações significativas em relação aos sistema vigentes, com famílias que foram abandonadas ou sofreram rearranjos substanciais. Novas famílias e novos taxa acima da família foram introduzidos, outros foram abandonados.
Amphibia Gray, 1825
- Gymnophiona Müller, 1832
  - Rhinatremadidae Nussbaum, 1977 (2 géneros)
  - Stegokrotaphia Cannatella & Hills, 1993
    - Ichthyophiidae Taylor, 1968 (3 géneros, davon jedoch 1 nicht-monophyletisch)
    - Caeciliidae Rafinesque, 1814 (21 géneros)
    - Scolecomorphinae Taylor, 1969 (2 géneros)
    - Typhlonectinae Taylor, 1968 (5 géneros)
- Batrachia Latreille, 1800
  - Caudata Fischer von Waldheim, 1813
    - Cryptobranchoidei Noble, 1931
      - Cryptobranchidae Fitzinger, 1826 (2 géneros)
      - Hynobiidae Cope, 1859 (7 géneros)

    - Diadectosalamandroidei novo taxon
      - Hydatinosalamandroidei novo taxon
        - Perennibranchia Latreille, 1825
          - Proteidae Gray, 1825 (2 géneros)
          - Sirenidae Gray, 1825 (2 géneros)

        - Treptobranchia novo taxon
          - Ambystomatidae Gray, 1850 (2 géneros)
          - Salamandridae Goldfuss, 1820
            - Pleuroleninae Bonaparte, 1839 (14 géneros)
            - Salamandrinae Goldfuss, 1820 (4 géneros)

      - Plethosalamandroidei novo taxon
        - Rhyacotritonidae Tihen, 1958 (1 género)
        - Xenosalamandroidei novo taxon
          - Amphiumidae Gray, 1825 (1 género)
          - Plethodontidae Gray, 1850
            - Hemidactyliinae Hallowell, 1856 (1 género)
            - Bolitoglossinae Hallowell, 1856 (12 géneros)
            - Spelerpinae Cope, 1859 (4 géneros)
            - Plethodontinae Gray, 1850 (8 géneros)

  - Anura Fischer von Waldheim, 1813
    - Leiopelmatidae Mivart, 1869 (2 géneros)
    - Lalagobatrachia novo taxon
      - Xenoanura Savage, 1973
        - Pipidae Gray, 1825 (5 géneros)
        - Rhinophrynidae Günther, 1859 (1 género)

      - Sokolanura novo taxon
        - Costata Lataste, 1879
          - Alytidae Fitzinger, 1843 (2 géneros)
          - Bombinatoridae Gray, 1825 (2 géneros)

        - Acosmanura Savage, 1973
          - Anomocoela Nicholls, 1916
            - Pelobatoidea Bonaparte, 1850
              - Pelobatidae Bonaparte, 1850 (1 género)
              - Megophryidae Bonaparte, 1850 (11 géneros)

            - Pelodytoidea Bonaparte, 1850
              - Pelodytidae Bonaparte, 1850 (1 género)
              - Scaphiopodidae Cope, 1865 (2 géneros)

          - Neobatrachia Reig, 1958
            - Heleophrynidae Noble, 1931 (1 género)
            - Phthanobatrachia novo taxon
              - Hyloides novo taxon
                - Sooglossidae Noble, 1931 (2 géneros; incl. Nasikabatrachus)
                - Notogaeanura novo taxon
                  - Australobatrachia novo taxon
                    - Batrachophrynidae Cope, 1875 (3 géneros)
                    - Myobatrachoidea, Schlegel, 1850
                      - Limnodynastidae Lynch, 1969 (8 géneros)
                      - Myobatrachidae Schlegel, 1850 (13 géneros; incl. Rheobatrachus)

                  - Nobleobatrachia novo taxon
                    - Hemiphractidae Peters, 1862 (1 género)
                    - Meridianura novo taxon
                      - Brachycephalidae Günther, 1858 (17 géneros, davon jedoch 3 nicht-monophyletisch)
                      - Cladophrynia novo taxon
                        - Cryptobatrachidae nova família (Schreibweise gegenüber Quelle geänd.; com 2 géneros)
                        - Tinctanura novo taxon
                          - Amphignathodontidae Boulenger, 1882 (2 géneros)
                          - Athesphatanura novo taxon
                            - Hylidae Rafinesque, 1815
                              - Hylinae Rafinesque, 1815 (38 géneros)
                              - Pelodryadinae Günther, 1858 (1 género)
                              - Phyllomedusinae Günther, 1858 (7 géneros)

                            - Leptodactyliformes novo taxon
                              - Diphyabatrachia novo taxon
                                - Centrolenidae Taylor, 1951
                                  - Blattkrötchen, Allophryninae Goin, Goin & Zug, 1978 (1 género)
                                  - Glasfrösche, Centroleninae Taylor, 1951 (3 géneros, davon jedoch 2 nicht-monophyletisch)

                                - Südfrösche, Leptodactylidae Werner, 1896 (1838) (11 géneros)

                              - Chthonobatrachia novo taxon
                                - Ceratophryidae Tschudi, 1838
                                  - Ceratophryinae Tschudi, 1838 (6 géneros)
                                  - Telmatobiinae Fitzinger, 1843 (1 género)

                                - Hesticobatrachia novo taxon
                                  - Cycloamphidae Bonaparte, 1850
                                    - Incertae sedis: Rupirana Heyer, 1999
                                    - Cycloamphinae Bonaparte, 1850 (11 géneros)
                                    - Hylodinae Günther, 1858 (3 géneros)

                                  - Agastorophrynia novo taxon
                                    - Dendrobatoidea Cope, 1865
                                      - Dendrobatidae Cope, 1865 (11 géneros)
                                      - Thoropidae nova família (1 género)
                                      - Bufonidae Gray, 1825 (48 géneros, davon jedoch 2 nicht-monophyletisch)

              - Ranoides novo taxon
                - Allodapanura novo taxon
                  - Microhylidae Günther, 1858 (1843) (22 géneros)
                    - Asterophryinae Günther, 1858 (18 géneros, davon jedoch 2 nicht-monophyletisch)
                    - Cophylinae Cope, 1889 (7 géneros)
                    - Dyscophinae Boulenger, 1882 (1 género)
                    - Gastrophryninae Fitzinger, 1843 (7 géneros)
                    - Melanobatrachinae Noble, 1931 (3 géneros)
                    - Microhylinae Günther, 1858 (1843) (4 géneros)
                    - Scaphiophryninae Laurent, 1946 (1 género)

                  - Afrobatrachia novo taxon
                    - Xenosyneunitanura novo taxon
                      - Brevicipitidae Bonaparte, 1850 (5 géneros)
                      - Ferkelfrösche, Hemisotidae Cope, 1867 (1 género)

                    - Laurentobatrachia novo taxon
                      - Arthroleptidae Mivart, 1869
                        - Arthroleptinae Mivart, 1869 (7 géneros)
                        - Leptopelinae Laurent, 1972 (1 género)
                          - Hyperoliidae Laurent, 1943 (17 géneros)

                    - Natatanura novo taxon
                      - Ptychadenidae Dubois, 1987 (3 géneros)
                      - Victoranura novo taxon
                        - Ceratobatrachidae Boulenger, 1884 (6 géneros)
                        - Telmatobatrachia novo taxon
                          - Micrixalidae Dubois, Ohler & Biju, 2001 (1 género)
                          - Ametrobatrachia novo taxon
                            - Africanura novo taxon
                              - Phrynobatrachidae Laurent, 1941 (2 géneros)
                              - Pyxicephaloidea novo taxon
                                - Petropedetidae Noble, 1931 (4 géneros; incl. Conraua)
                                - Pyxicephalidae Bonaparte, 1850
                                  - Pyxicephalinae Bonaparte, 1850 (2 géneros)
                                  - Castosterninae Noble, 1931 (10 géneros)

                            - Saukrobatrachia novo taxon
                              - Dicroglossidae Anderson, 1871
                                - Dicroglossinae Anderson, 1871 (11 géneros, davon jedoch 1 nicht-monophyletisch)
                                - Occidozyginae Fei, Ye & Huang, 1991 (1 género)

                              - Aglaioanura novo taxon
                                - Rhacophoroidea Hoffman, 1932 (1858)
                                  - Madagaskarfrösche, Mantellidae Laurent, 1946
                                    - Boophinae Vences & Glaw, 2001 (1 género)
                                    - Mantellinae Laurent, 1946 (4 géneros, davon jedoch 1 nicht-monophyletisch)

                                  - Ruderfrösche, Rhacophoridae Hoffman, 1932
                                    - Buergeriinae Channing, 1989 (1 género)
                                    - Rhacophorinae Hoffman, 1932 (9 géneros)

                                - Ranoidea Rafinesque, 1814
                                  - Nyctibatrachidae Blommers-Schlösser, 1993 (2 géneros)
                                  - Ranidae Rafinesque, 1814 (18 géneros)